# Marc Canuleu Zòsim
|  | Per a altres significats, vegeu «Zòsim (desambiguació)». |

Marc Canuleu Zòsim (en llatí Marcus Canuleius Zosimus) va ser un artista grecoromà treballador de la plata.
La seva habilitat és elogiada en una inscripció que es conserva i el seu nom s'ha trobat també en alguns objectes. Sovint la gravació de metalls i les pedres precioses eren fetes per la mateixa persona com en aquest cas.